# Vlajka Sverdlovské oblasti

Vlajka Sverdlovské oblasti
Poměr stran: 2:3

Vlajka Sverdlovské oblasti, jedné z oblastí Ruské federace, je tvořena listem o poměru stran 2:3, se čtyřmi vodorovnými pruhy, bílým, světle modrým, bílým a zeleným v poměru šířek 7:9:1:3.

## Historie
Sverdlovská oblast vznikla 17. ledna 1934. V sovětské éře oblast neužívala žádnou vlajku. 11. března 1997 přijala oblastní duma zákon č. 19-oz „O znaku a vlajce Sverdlovské oblasti”. 3. dubna tento zákon schválila komora senátorů zákonodárného shromáždění oblasti a 14. dubna 1997 jej podepsal tehdejší gubernátor Eduard Jergartovič Rossel. Zákon vstoupil v platnost 22. dubna 1997 uveřejněním v jekatěrinburských novinách Oblastnaja gazeta č. 59.
Zákon umožňoval užívat vlajku oblasti bez znaku i s uprostřed umístěným znakem, ten měl výšku rovnou polovině šířky vlajky a jeho horní okraj byl ve vzdálenosti 3/20 šířky vlajky od jejího horního okraje.

Vlajka Sverdlovské oblasti (1997–2005), varianta bez znaku Poměr stran: 2:3
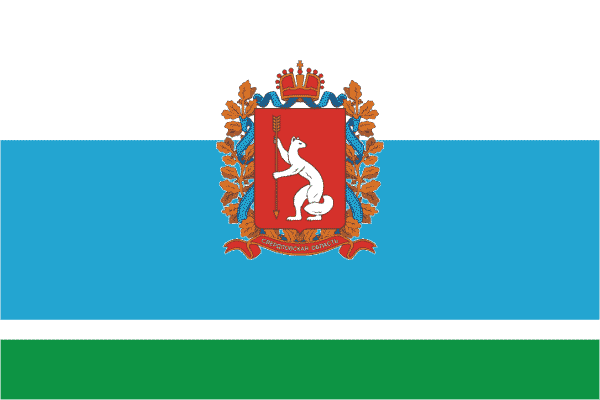
Vlajka Sverdlovské oblasti (1997–2005), varianta se znakem Poměr stran: 2:3

Autory vlajky (ale i nově přijatého znaku) byli sourozenci Oksana a Andrej Starcevovi, jekatěrimburští výtvarníci, kteří spolupracovali s Andrejem Vybornovem, poslancem oblastní dumy a předsedou Komise pro symboly Sverdlovské oblasti.
Symboly Sverdlovské oblasti nebyly nikdy zapsány do Heraldického rejstříku Ruské federace. Hlavní námitkou byl především znak, v něm dle Heraldické komise nemohla být velkoknížecí koruna, tento symbol mohou používat pouze ty oblasti, ve kterých se nalézaly rezidence ruských carů. Ke znaku však bylo více námitek.
12. dubna 2005 byl proto přijat oblastní dumou zákon 31-oz „O změně symbolů Sverdlovské oblasti”, 21. dubna byl zákon schválen Sněmovnou reprezentantů Legislativního shromáždění oblasti, 3. května byl podepsán tehdejším gubernátorem (stále Eduard Rossel) a 6. května nabyl zákon platnosti, uveřejněním v Oblastnoj gazetě č. 123–124. Vlajka se nyní užívá bez znaku oblasti, který byl však zákonem také změněn. Do heraldického rejstříku Ruské federace byla vlajka zanesena pod číslem 1851.

## Vlajky okruhů Sverdlovské oblasti

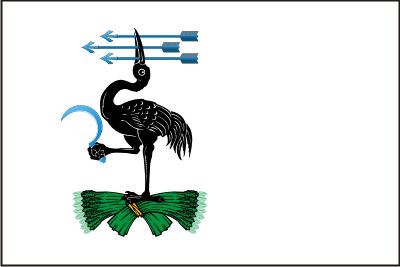
Bajkalovský rajón Poměr stran: 2:3
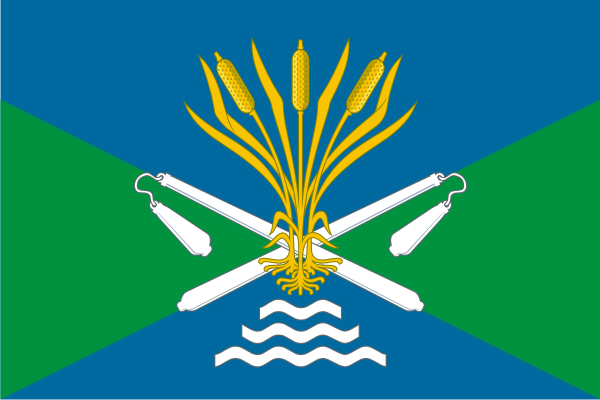
Kamyšlovský rajón Poměr stran: 2:3
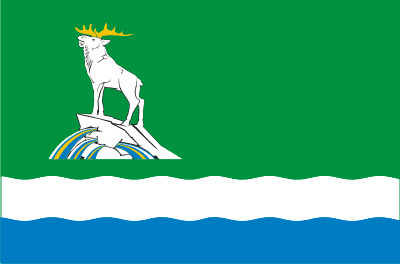
Nižněserginský rajón Poměr stran: 2:3
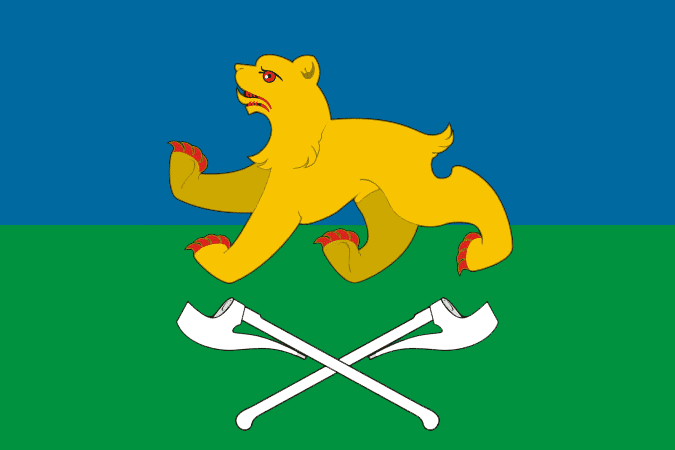
Slobodo-Turinský rajón Poměr stran: 2:3
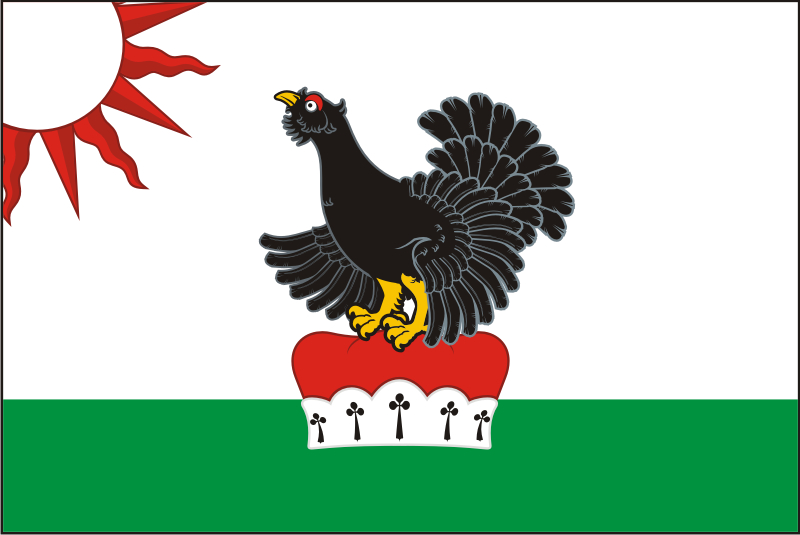
Taborinský rajón Poměr stran: 2:3

Od 1. ledna 2017 se oblast člení na 68 městských okruhů a 5 obecních rajónů.
Městské okruhy

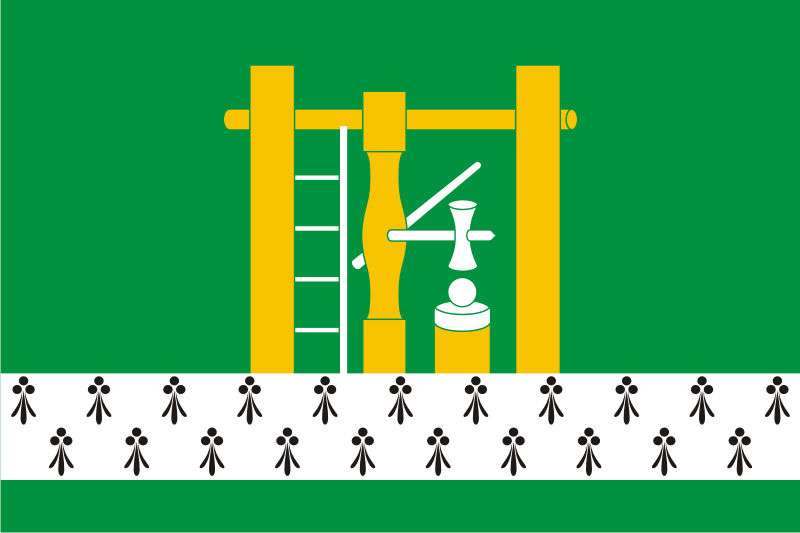
Alapajevsk (1) Poměr stran: 2:3
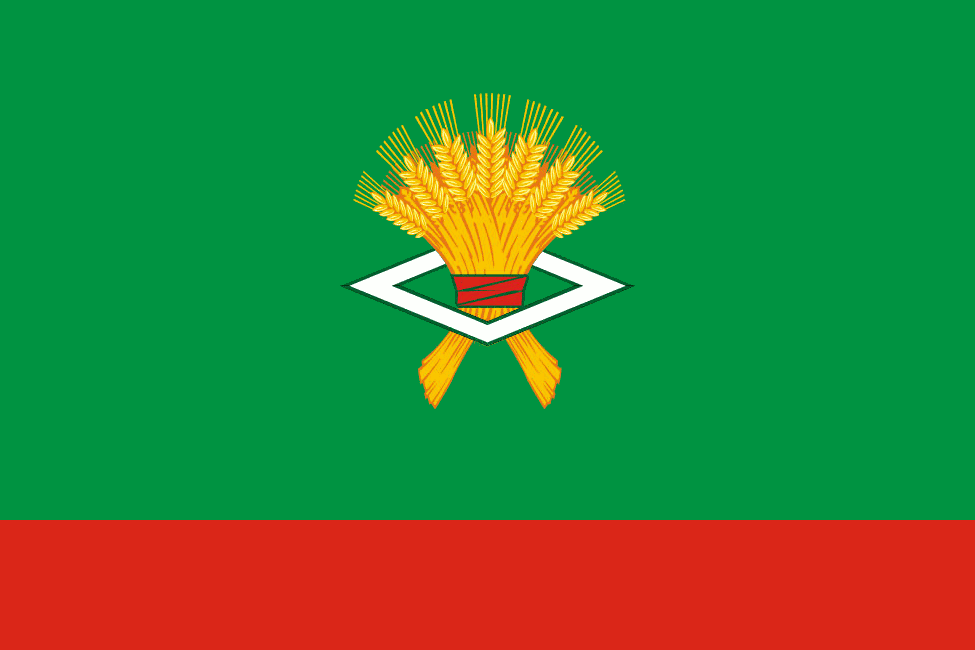
Alapajevský okruh (2) Poměr stran: 2:3
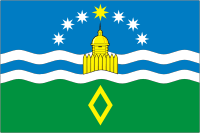
Aramil (3) Poměr stran: 2:3
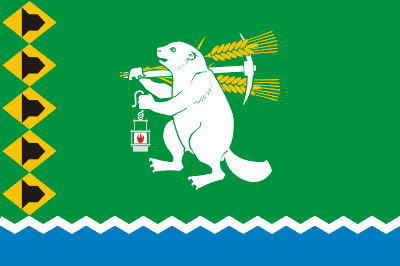
Arťomovskij (4) Poměr stran: 2:3
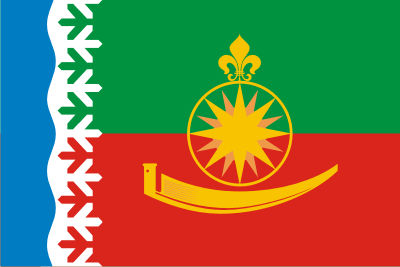
Arti (5) Poměr stran: 2:3
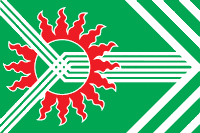
Asbest (6) Poměr stran: 2:3
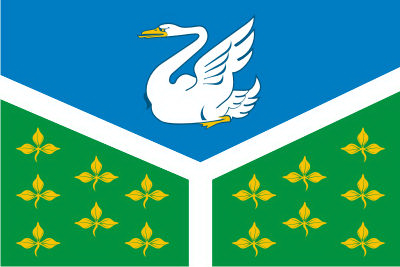
Ačit (7) Poměr stran: 2:3
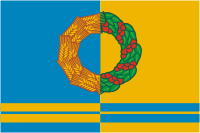
Belojárskyj (8) Poměr stran: 2:3
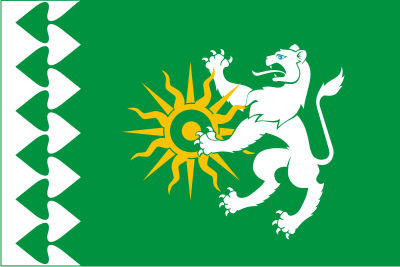
Berjozovskij (9) Poměr stran: 2:3
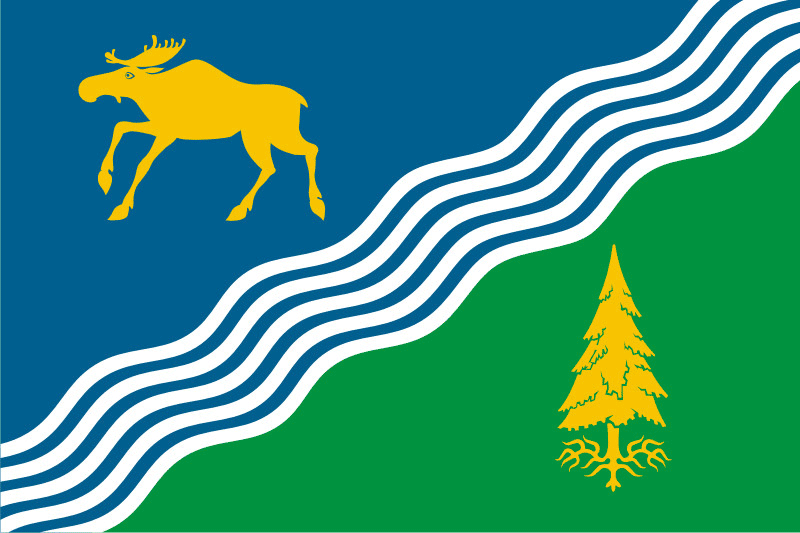
Biserť (10) Poměr stran: 2:3
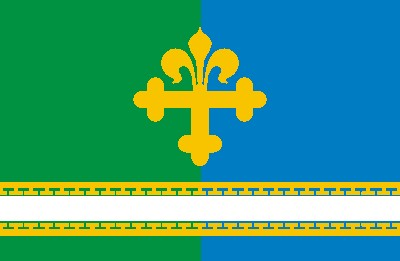
Bogdanovič (11) Poměr stran: 2:3
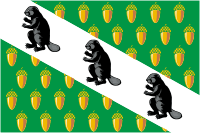
Verchneje Dubrovo (12) Poměr stran: 2:3
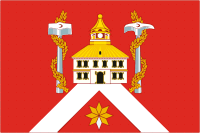
Verch-Nejvinskij (13) Poměr stran: 2:3
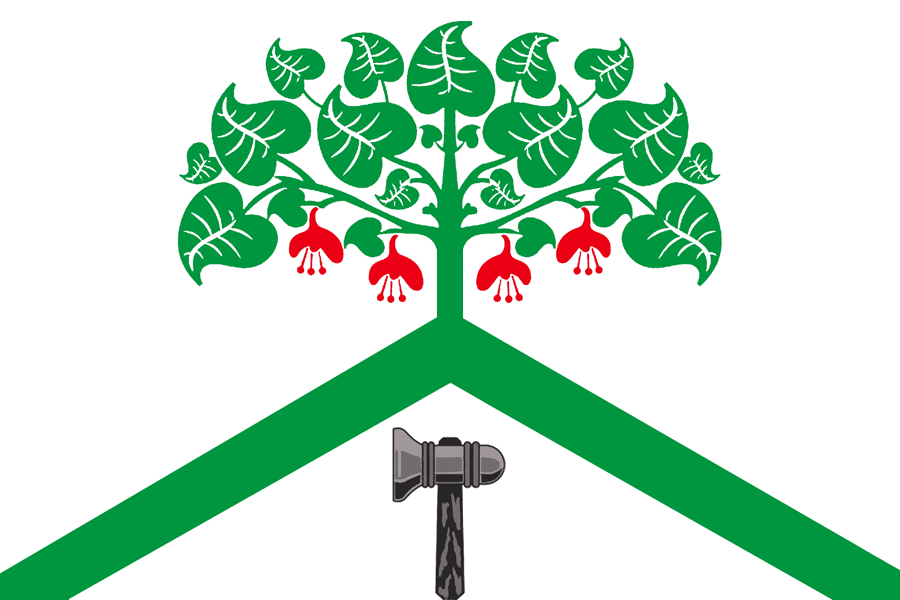
Verchňaja Salda (14) Poměr stran: 2:3
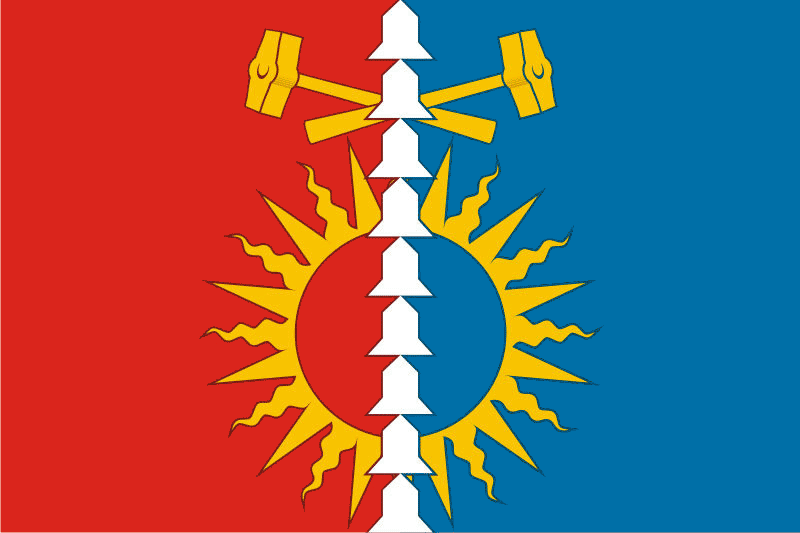
Verchňij Tagil (15) Poměr stran: 2:3
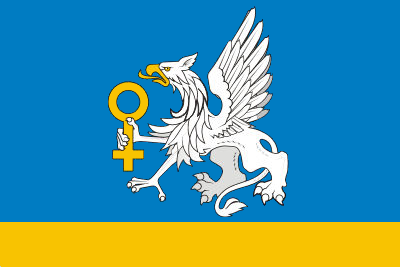
Verchňaja Pyšma (16) Poměr stran: 2:3
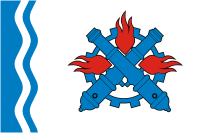
Verchňaja Tura (17) Poměr stran: 2:3
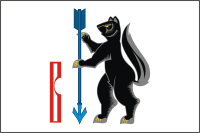
Věrchoturje (18) Poměr stran: 2:3
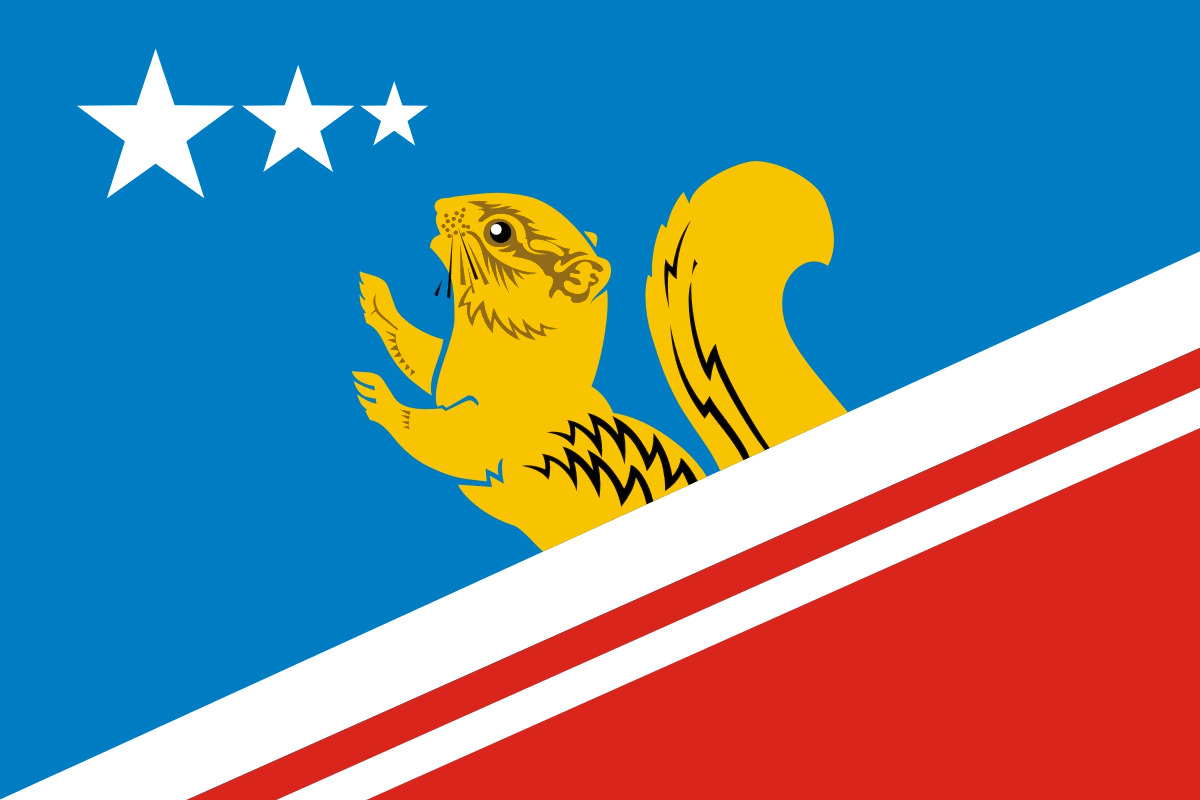
Volčansk (19) Poměr stran: 2:3
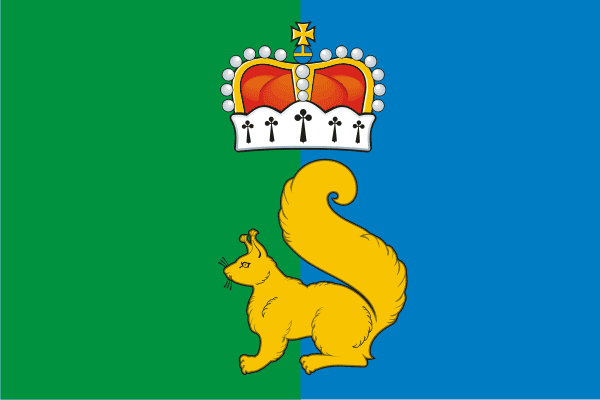
Gari (20) Poměr stran: 2:3
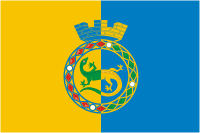
Gornouralský městský okruh (21) Poměr stran: 2:3
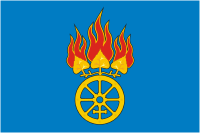
Degtjarsk (22) Poměr stran: 2:3
Jekatěrinburg (23) Poměr stran: 2:3
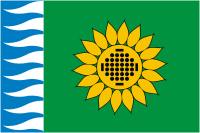
Zarečnyj (24) Poměr stran: 2:3
Ivděl (25) Poměr stran: 2:3
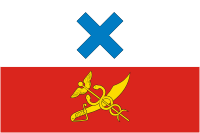
Irbit (26) Poměr stran: 2:3
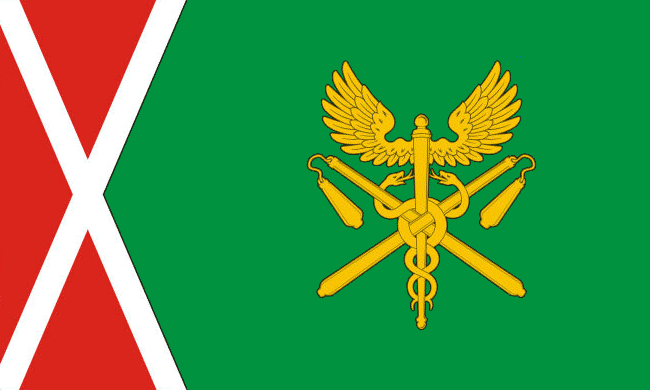
Irbitský samosprávní celek (27) Poměr stran: 2:3
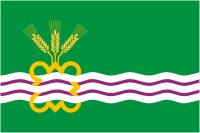
Kamenský městský okruh (28) Poměr stran: 2:3
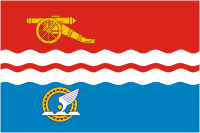
Kamensk-Uralskij (29) Poměr stran: 2:3
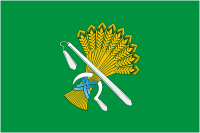
Kamyšlov (30) Poměr stran: 2:3
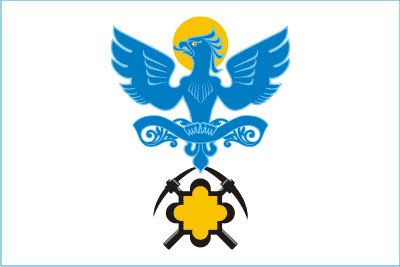
Karpinsk (31) Poměr stran: 2:3
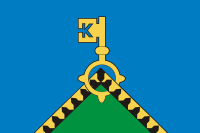
Kačkanar (32) Poměr stran: 2:3
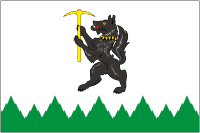
Kirovgrad (33) Poměr stran: 2:3
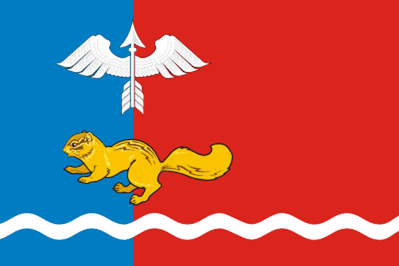
Krasnoturjinsk (34) Poměr stran: 2:3
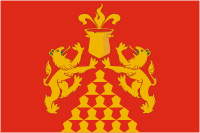
Krasnouralsk (35) Poměr stran: 2:3
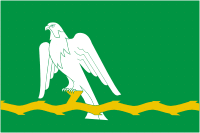
Krasnoufimsk (36) Poměr stran: 2:3
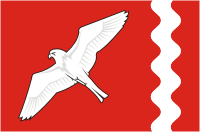
Krasnoufimský okruk (37) Poměr stran: 2:3
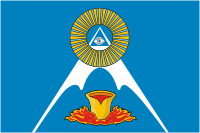
Kušva (38) Poměr stran: 2:3
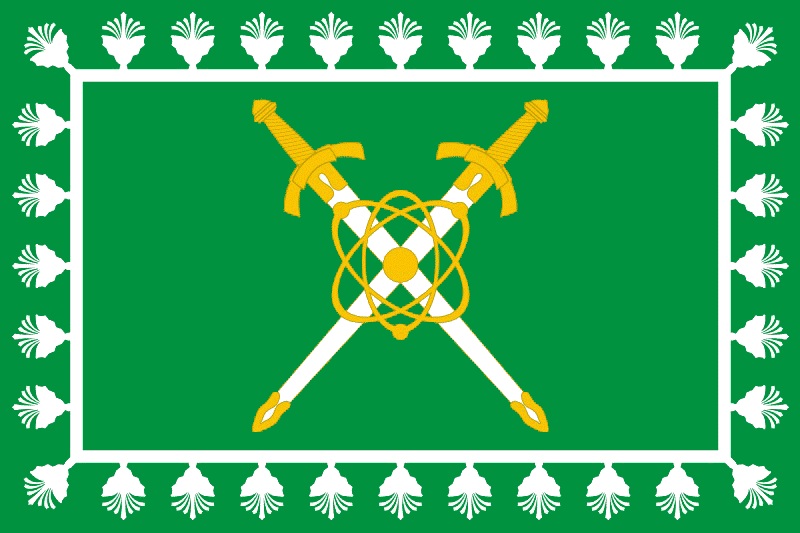
Lesnoj (39) Poměr stran: 2:3
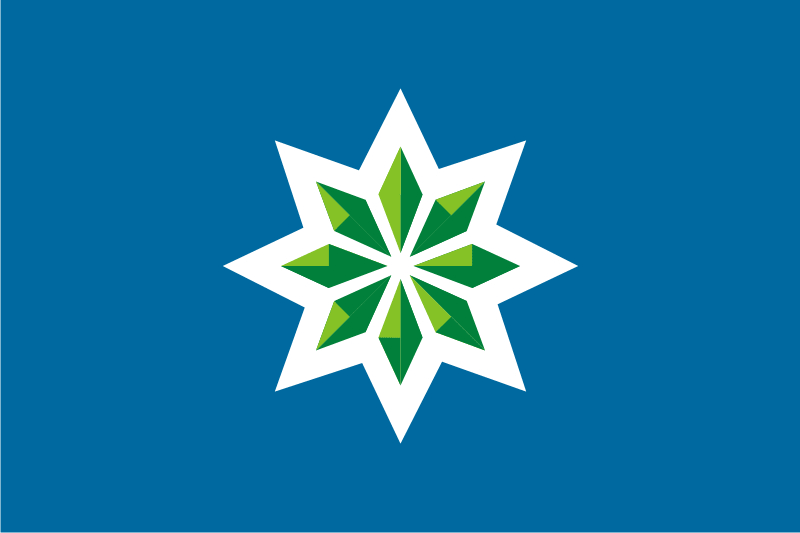
Malyševa (40) Poměr stran: 2:3
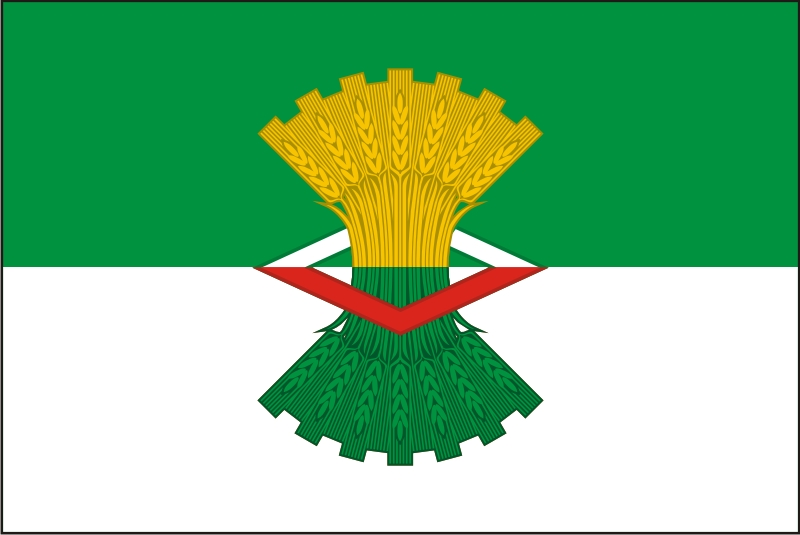
Machnjovo (41) Poměr stran: 2:3
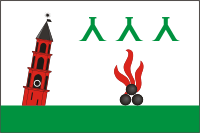
Něvjansk (42) Poměr stran: 2:3
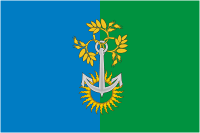
Nižňaja Tura (43) Poměr stran: 2:3
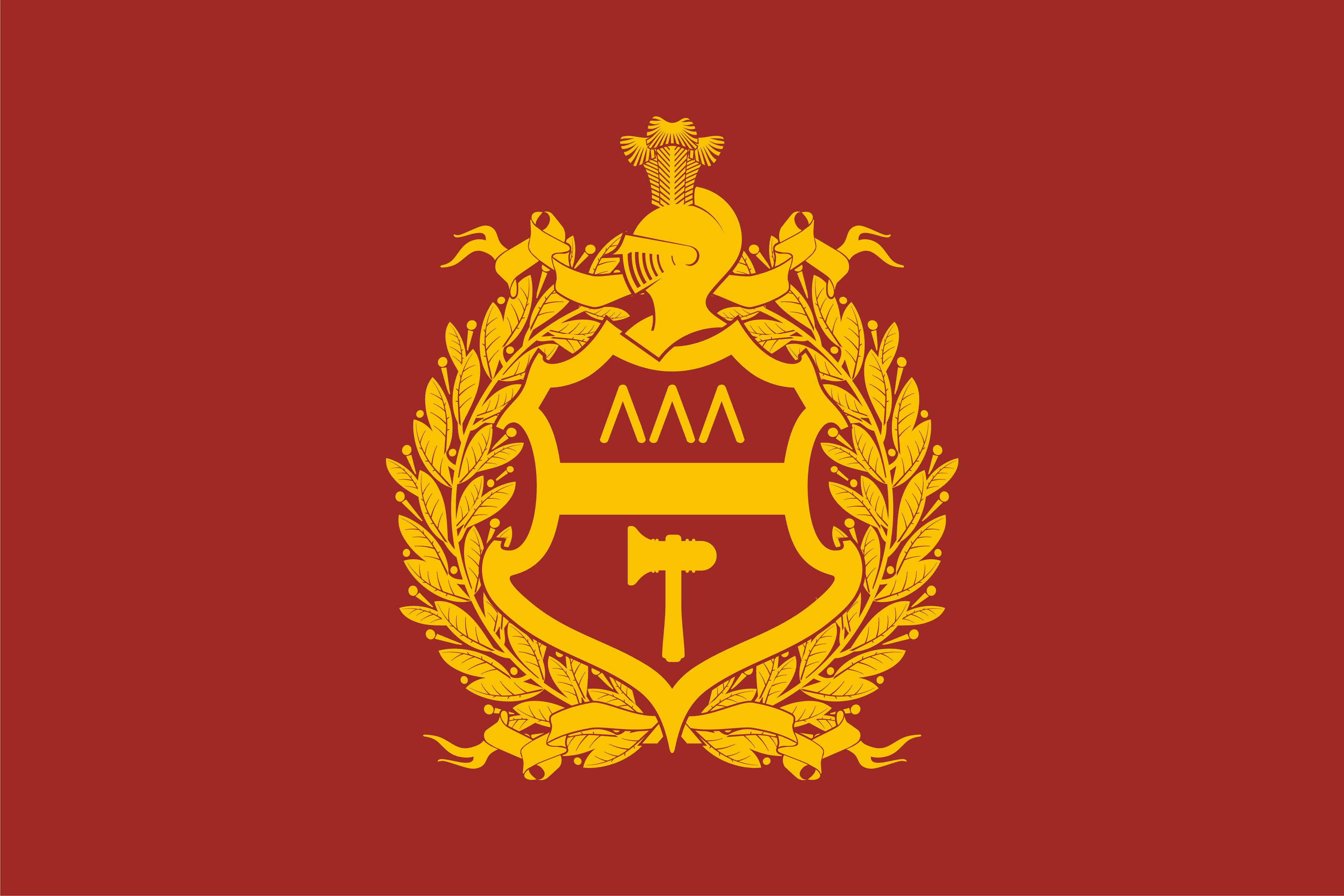
Nižnij Tagil (44) Poměr stran: 2:3
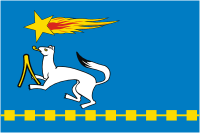
Nižňaja Salda (45) Poměr stran: 2:3
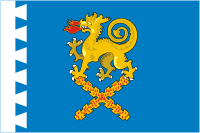
Novaja Ljalja (46) Poměr stran: 2:3
Novouralsk (47) Poměr stran: 2:3
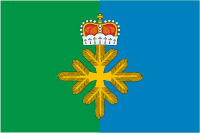
Pelym (48) Poměr stran: 2:3
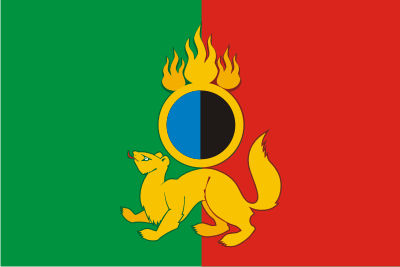
Pervouralsk (49) Poměr stran: 2:3
Polevskoj (50) Poměr stran: 2:3
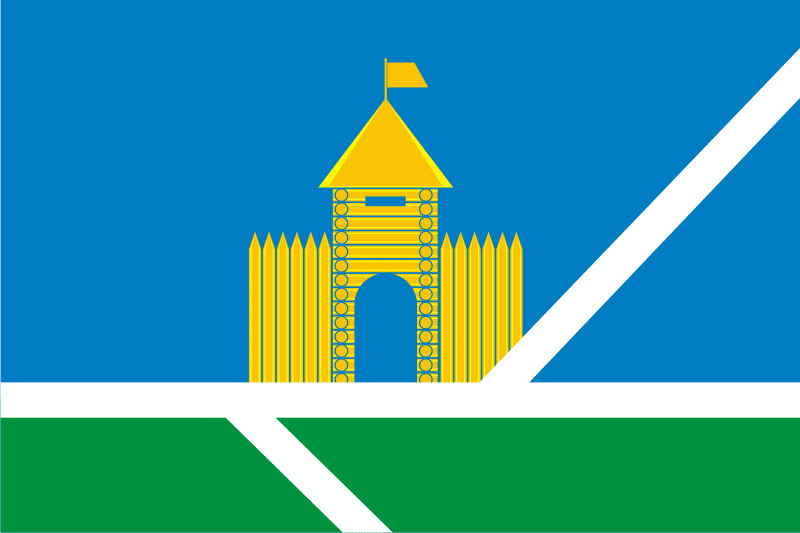
Pyšma (51) Poměr stran: 2:3
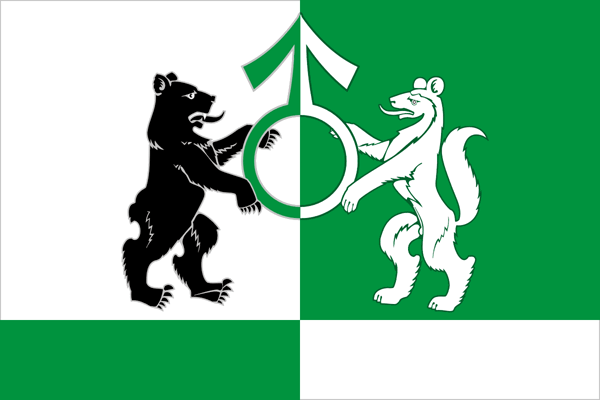
Revda (52) Poměr stran: 2:3
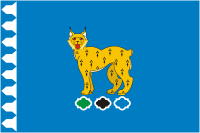
Rež (53) Poměr stran: 2:3
Reftinskij (54) Poměr stran: 2:3
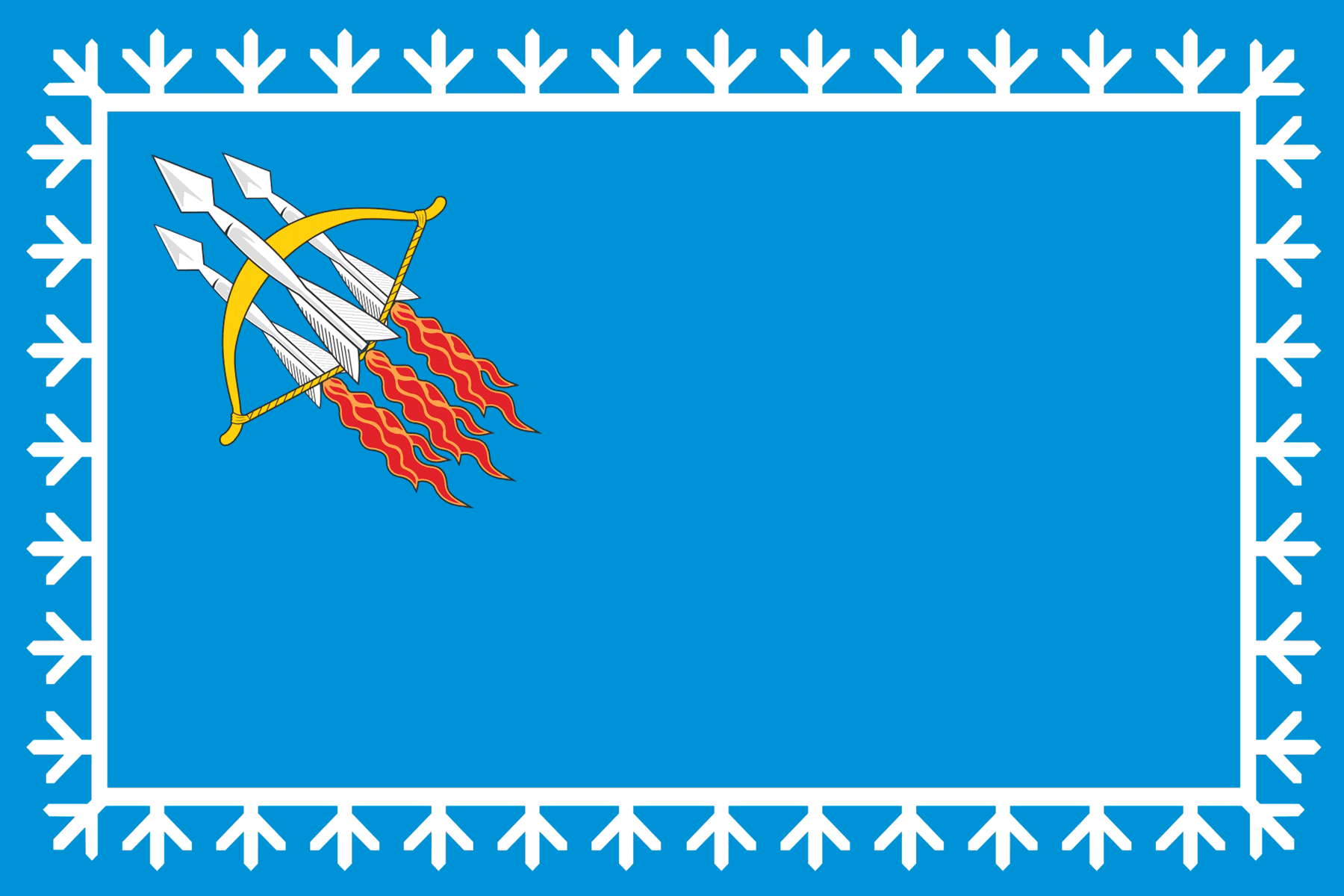
Uzavřené město Svobodnyj (55) Poměr stran: 2:3
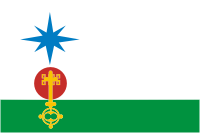
Severouralsk (56) Poměr stran: 2:3
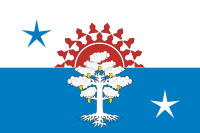
Serov (57) Poměr stran: 2:3
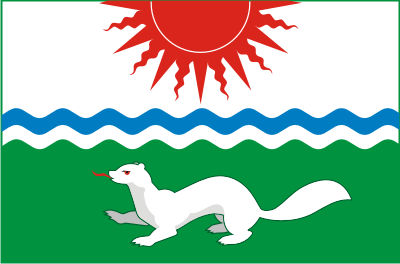
Sosva (58) Poměr stran: 2:3
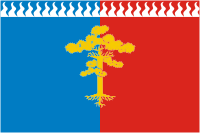
Sredněuralsk (59) Poměr stran: 2:3
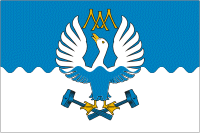
Staroutkinsk (60) Poměr stran: 2:3
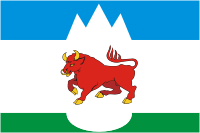
Suchoj Log (61) Poměr stran: 2:3
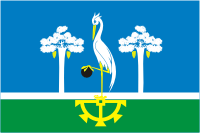
Syserť (62) Poměr stran: 2:3
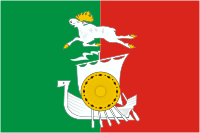
Tavda (63) Poměr stran: 2:3
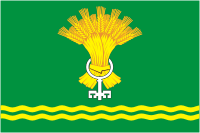
Talica (64) Poměr stran: 2:3
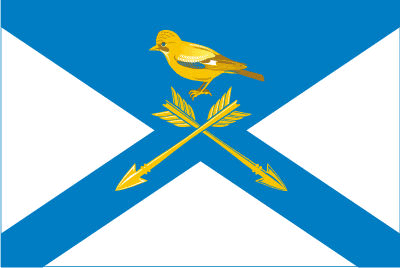
Tugulym (65) Poměr stran: 2:3
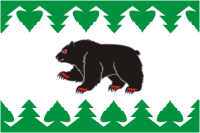
Turinsk (66) Poměr stran: 2:3
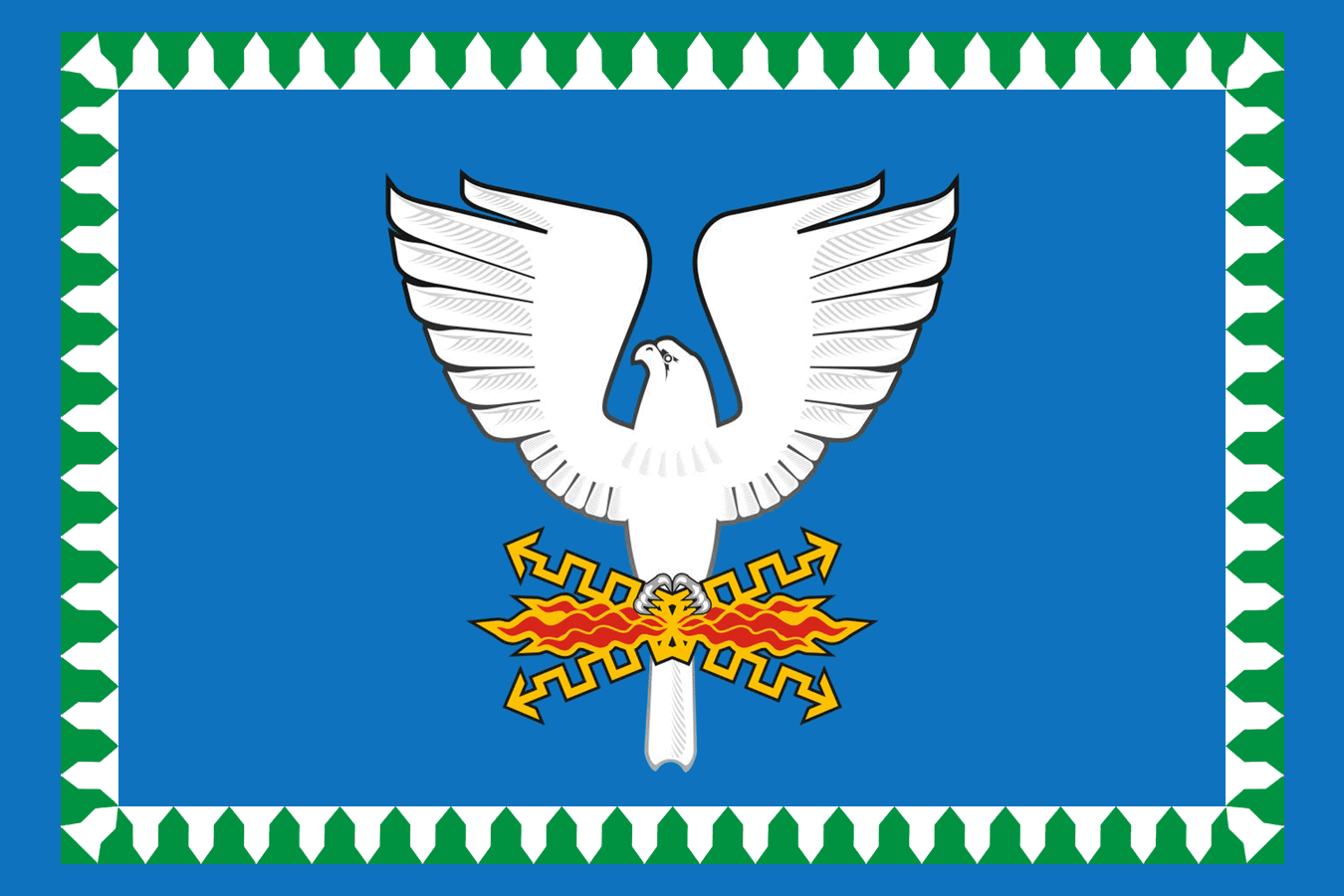
Uzavřené město Uralskij (67) Poměr stran: 2:3
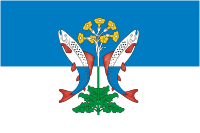
Šalja (68) Poměr stran: 2:3

Obecní rajóny
- Bajkalovský rajón
Poměr stran: 2:3
- Kamyšlovský rajón
Poměr stran: 2:3
- Nižněserginský rajón
Poměr stran: 2:3
- Slobodo-Turinský rajón
Poměr stran: 2:3
- Taborinský rajón
Poměr stran: 2:3